# پیلی
پیلی (نام علمی: Canarium ovatum) نام یک گونه از سرده لامی‌ها است.